# Oiketicoides febretta
Oiketicoides febretta is een vlinder uit de familie zakjesdragers (Psychidae). De wetenschappelijke naam van deze soort is voor het eerst geldig gepubliceerd in 1835 door Boyer de Fonscolombe.
De soort komt voor in Europa.